# Городское поселение «Посёлок Середейский»
Городско́е поселе́ние «Посёлок Середейский» — муниципальное образование в Сухиничском районе Калужской области Российской Федерации.
Административный центр — пгт Середейский.

## История
Статус и границы городского поселения установлены Законом Калужской области от 1 ноября 2004 года № 369-ОЗ «Об установлении границ муниципальных образований, расположенных на территории административно-территориальных единиц "Думиничский район", "Кировский район", "Медынский район", "Перемышльский район", "Сухиничский район", "Тарусский район", "Юхновский район", и наделении их статусом городского поселения, сельского поселения, муниципального района».

## Население
| 2009  | 2010  | 2011  | 2012  | 2013  | 2014  | 2015  |
| ----- | ----- | ----- | ----- | ----- | ----- | ----- |
| 1679  | ↗1839 | ↘1819 | ↘1808 | ↘1782 | ↘1739 | ↗1763 |
| 2016  | 2017  | 2018  | 2019  | 2020  | 2021  |       |
| ↘1724 | ↗1728 | ↘1721 | ↘1700 | ↗1703 | ↗1779 |       |

## Состав городского поселения
| № | Населённый пункт | Тип населённого пункта      | Население |
| - | ---------------- | --------------------------- | --------- |
| 1 | Живодовка        | железнодорожная станция     | ↗13       |
| 2 | Середейский      | пгт, административный центр | ↗1766     |